# Трутовський Василь Федорович

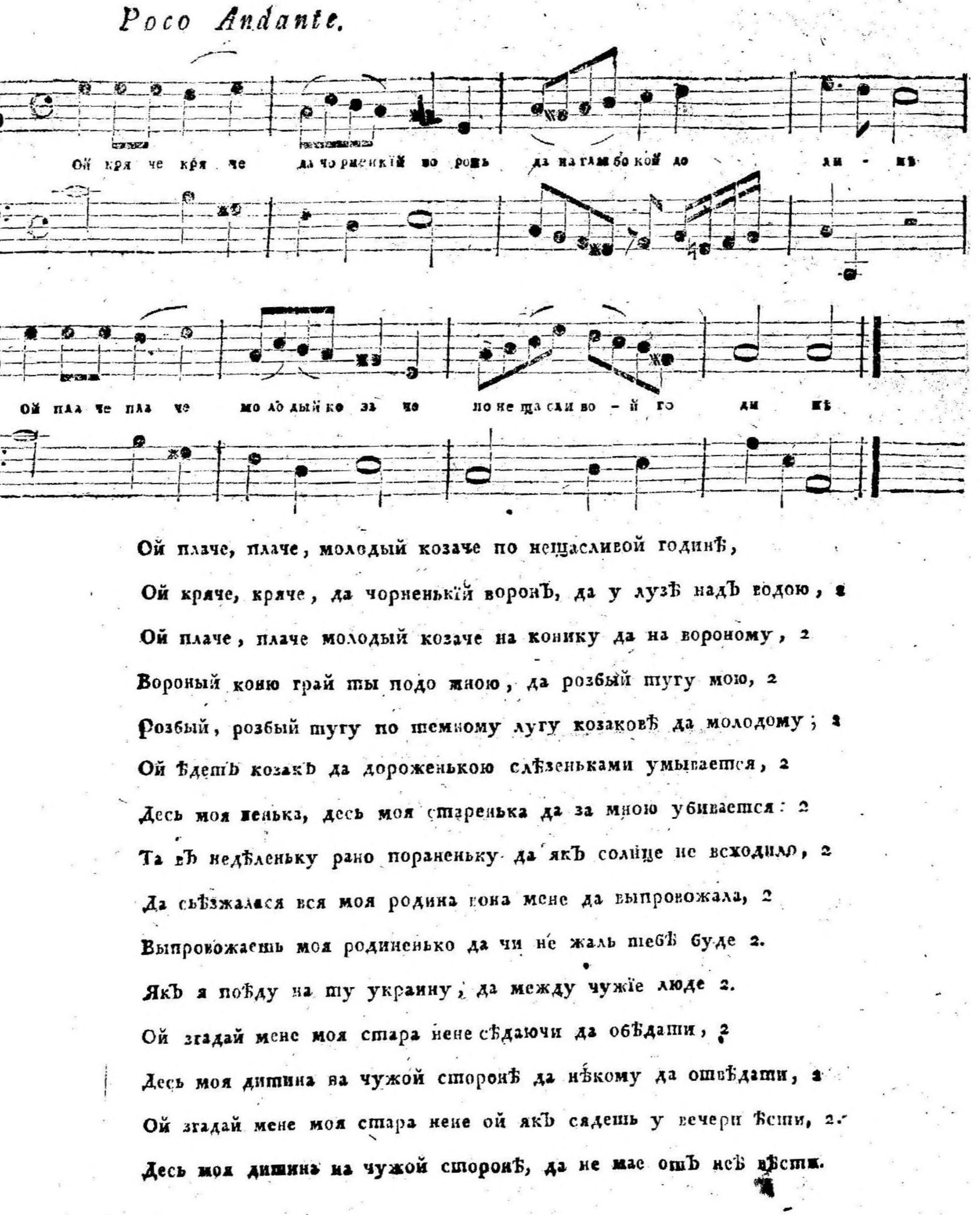
Українська пісня «Ой кряче, кряче та чорненький ворон» у збірці Василя Трутовського 1779 року

Васи́ль Фе́дорович Труто́вський (нар. бл. 1740 — бл. 1810) — бандурист, гусляр, збирач та гармонізатор російських та українських народних пісень, композитор родом з Іванівської слободи (нині Білгородська область). За національністю українець. З 1761 придворний співак і «камер-гуслист» при дворі Катерини II в Петербурзі. Трутовський автор першого в Росії музично-фольклорного збірника «Собрание руских простых песен с нотами» (4 частини, 1776—95), до якого були включені також українські народні пісні, та фортепіанових варіацій на теми народних пісень. Сюди увійшли українські народні пісні, серед яких: «Ой кряче, кряче та чорненький ворон» «Ой коли я Прудиуса любила», «Ой гай, гай, гаю зелененький» та інші.